# Strobilanthes afriastiniae
Strobilanthes afriastiniae är en akantusväxtart som beskrevs av J.R.Benn.. Strobilanthes afriastiniae ingår i släktet Strobilanthes och familjen akantusväxter. Inga underarter finns listade i Catalogue of Life.